# 比斯维莱尔
比斯维莱尔（法語：Buswiller，法語發音：[bysvilɛr]）是法国下莱茵省的一个市镇，属于萨韦尔讷区。

## 地理
比斯维莱尔（48°49'11"N, 7°33'33"E）面积2.3 平方千米，位于法国大東部大區下莱茵省，该省份为法国大陆部分最东部的省份，是阿尔萨斯的一部分，今与上莱茵省组成了阿尔萨斯欧洲集体，其南至上莱茵省，西南接孚日省和默尔特-摩泽尔省，西接摩泽尔省，北与德国接壤。
与比斯维莱尔接壤的市镇（或旧市镇、城区）包括：伊瑟瑙森、埃滕多夫、奥伯莫登-楚岑多夫、林根多夫、沙尔肯多夫。

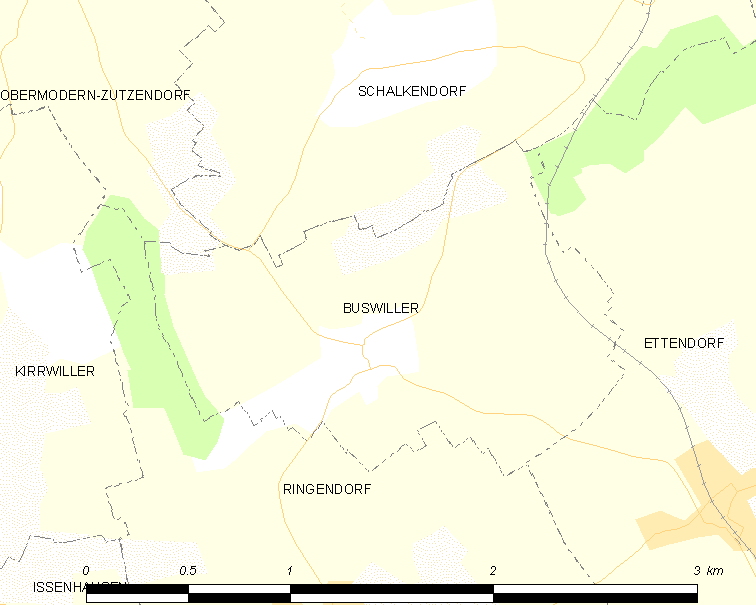
比斯维莱尔的OSM定位图

比斯维莱尔的时区为UTC+01:00、UTC+02:00（夏令时）。

## 行政
比斯维莱尔的邮政编码为67350，INSEE市镇编码为67068。

## 政治
比斯维莱尔所属的省级选区为布克斯维莱尔县。

## 人口

1962-2008年间比斯维莱尔人口变化图示

比斯维莱尔于2022年1月1日时的人口数量为288人。